# Marcus Printup
Marcus Printup (Conyers, 24 januari 1967) is een Amerikaanse jazztrompettist.

## Biografie
Printup deed vroege muzikale ervaring op in het koor van de plaatselijke baptistencongregatie onder leiding van zijn ouders en het begeleidende ensemble. Hij studeerde eerst concerttrompet aan de Georgia State University, daarna jazz aan de University of North Florida in Jacksonville (Florida). In 1989 ging hij op tournee met de Disney All-American Marching Band. In de laatste fase van zijn studie ontving hij prestigieuze prijzen, zoals de uitmuntende solist in de Collegiate Jazz Competition in 1990 en in de Thelonious Monk Competition in 1991. In 1992 toerde hij met Marcus Roberts. Dit werd gevolgd door opnamen met Carl Allen en tournees met Betty Carter.
In 1994 werd hij lid van het Lincoln Center Jazz Orchestra, waarmee hij sindsdien internationaal toerde. Daarnaast werkte Printup ook met zijn eigen bands, waarmee hij zijn eigen hoog aangeschreven albums Song for the Beautiful Woman (1994), Unveiled (1996), Nocturnal Traces (1998) en New Boogaloo (2002) opnam. Verdere eigen albums volgden. Met Tim Hagans als partner en Freddie Hubbard als mentor en producent nam hij in 1998 de Freddie Hubbard Hommage Hubsongs op (met Benny Green, Peter Washington en Kenny Washington). Hij is ook te horen op albums van Madeleine Peyroux, Cyrus Chestnut, Wycliffe Gordon, Dianne Reeves, Wynton Marsalis, Diane Schuur en Eric Reed.
Zijn geboorteplaats vierde in 2005 een Marcus Printup Day. Printup is getrouwd met de harpiste Riza Printup (* 1972).

## Discografie
- 1995: Song for the Beautiful Woman (Blue Note Records)
- 1996: Unveiled (Blue Note)
- 1998: Hubsongs: The Music of Freddie Hubbard met Tim Hagans
- 1998: Nocturnal Traces (Blue Note)
- 2006: Peace in the Abstract (Steeplechase Records)
- 2008: Jam Session, Vol. 25 met Ryan Kisor en Joe Magnarelli (Steeplechase)
- 2009: London Lullaby (Steeplechase)
- 2012: Homage (Steeplechase)
- 2013: Desire (Steeplechase)
- 2014: Lost (Steeplechase)
- 2015: Young Bloods (Steeplechase)
- 2020: Gentle Rain (Steeplechase) met Riza Printup